# Universal Asynchronous Receiver-Transmitter
UART son las siglas en inglés de Universal Asynchronous Receiver-Transmitter (en español: Transmisor-Receptor Asíncrono Universal), el dispositivo que controla los puertos y dispositivos serie. Se encuentra integrado en la placa base o en la tarjeta adaptadora del dispositivo. 
Un UART dual, o DUART, combina dos UART en un solo chip. Existe un dispositivo electrónico encargado de generar la UART en cada puerto serie. La mayoría de las computadoras modernas utilizan el chip UART 16550, que soporta velocidades de transmisión de hasta 921,6 Kbps (Kilobits por segundo). Las funciones principales de chip UART son: manejar las interrupciones de los dispositivos conectados al puerto serie y convertir los datos en formato paralelo, transmitidos al bus de sistema, a datos en formato serie, para que puedan ser transmitidos a través de los puertos y viceversa.

## Transmisión y recepción de datos serie
El controlador del UART es el componente clave del subsistema de comunicaciones series de una computadora. El UART toma bytes de datos y transmite los bits individuales de forma secuencial. En el destino, un segundo UART reensambla los bits en bytes completos. La transmisión serie de la información digital (bits) a través de un cable único u otros medios es mucho más efectiva en cuanto a costo que la transmisión en paralelo a través de múltiples cables. Se utiliza un UART para convertir la información transmitida entre su forma secuencial y paralela en cada terminal de enlace. Cada UART contiene un registro de desplazamiento que es el método fundamental de conversión entre las forma secuencial y paralela.
El UART normalmente no genera directamente o recibe las señales externas entre los diferentes módulos del equipo. Usualmente se usan dispositivos de interfaz separados para convertir las señales de nivel lógico del UART hacia y desde los niveles de señalización externos.
Las señales externas pueden ser de variada índole. Ejemplos de estándares para señalización por voltaje son RS-232, RS-422 y RS-485 de la EIA. Históricamente se usó la presencia o ausencia de corriente en circuitos telegráficos. 
Algunos esquemas de señalización no usan cables eléctricos; ejemplo de esto son la fibra óptica, infrarrojo (inalámbrico) y Bluetooth (inalámbrico). Algunos esquemas de señalización emplean una modulación de señal portadora (con o sin cables); por ejemplo, la modulación de señales de audio con módems de línea telefónica, la modulación en radio frecuencia (RF) en radios de datos y la DC-LIN para la comunicación de línea eléctrica.